# Équipe d'Uruguay de football à la Copa América 1979
L'équipe d'Uruguay de football à la Copa América 1979 participe à sa 29e Copa América lors de cette édition 1979 qui se tient du 18 juillet au 11 décembre 1979. 

## Résultats

### Phase de groupe
| Classement final |          |     |   |   |   |   |    |    |      |
|                  | Équipe   | Pts | J | G | N | P | BP | BC | Diff |
| 1                | Paraguay | 6   | 4 | 2 | 2 | 0 | 6  | 3  | +3   |
| 2                | Uruguay  | 4   | 4 | 1 | 2 | 1 | 5  | 5  | 0    |
| 3                | Équateur | 2   | 4 | 1 | 0 | 3 | 4  | 7  | -3   |

| 5 septembre  | Équateur | 2 | 1 | Uruguay  |
| 16 septembre | Uruguay  | 2 | 1 | Équateur |
| 20 septembre | Paraguay | 0 | 0 | Uruguay  |
| 26 septembre | Uruguay  | 2 | 2 | Paraguay |

| 5 septembre 1979 | Équateur                | 2 – 1   | Uruguay              | Estadio Hernando Siles (La Paz)                       |                                                       |
|                  | Tenorio 6e · Alarcón 9e | (2 - 0) | Victorino 79e (pen.) | Spectateurs : 30 000 Arbitrage : Romualdo Arppi Filho | Spectateurs : 30 000 Arbitrage : Romualdo Arppi Filho |

| 16 septembre 1979 | Uruguay                                      | 2 – 1   | Équateur                              | Stade Centenario (Montevideo)                   |                                                 |
|                   | Bica 4e · Victorino 57e (pen.) · Maneiro 78e | (1 - 0) | Klinger 77e · Granda 57e · C. Ron 81e | Spectateurs : 25 000 Arbitrage : Oscar Scolfaro | Spectateurs : 25 000 Arbitrage : Oscar Scolfaro |

| 20 septembre 1979 | Paraguay   | 0 – 0   | Uruguay | Estadio Defensores del Chaco (Asuncion)         |                                                 |
|                   | Ovelar 35e | (0 - 0) |         | Spectateurs : 25 000 Arbitrage : Sergio Vásquez | Spectateurs : 25 000 Arbitrage : Sergio Vásquez |

| 26 septembre 1979 | Uruguay                                  | 2 – 2   | Paraguay                                    | Stade Centenario (Montevideo)                 |                                               |
|                   | Milar 54e (pen.) · Paz 83e · Maneiro 78e | (1 - 0) | E. Morel 34e, 88e · Granda 57e · C. Ron 81e | Spectateurs : 18 000 Arbitrage : Edison Pérez | Spectateurs : 18 000 Arbitrage : Edison Pérez |

## Navigation